# (15448) Siegwarth
(15448) Siegwarth est un astéroïde de la ceinture principale.

## Description
(15448) Siegwarth est un astéroïde de la ceinture principale. Il fut découvert le 10 décembre 1998 à Kitt Peak par le projet Spacewatch. Il présente une orbite caractérisée par un demi-grand axe de 2,67 UA, une excentricité de 0,02 et une inclinaison de 2,5° par rapport à l'écliptique.

## Compléments